# Souserenrê Bebiânkh
Souserenrê Bebiânkh est un roi de la XVIe dynastie (Deuxième Période intermédiaire). 

## Attestations
Souserenrê Bebiânkh est principalement connu par une stèle trouvée à Gebel Zeit qui atteste l'activité minière menée dans cette région de la mer Rouge pendant son règne et préserve ses noms royaux Souserenrê et Bebiânkh. Cette modeste stèle enregistre les activités de ce roi dans les mines de galène de Gebel Zeit. On sait également qu'il a construit une extension du temple de Montou (Médamoud). Le nom de Bebiânkh a également été retrouvé sur une dague en bronze trouvée à Nagada et maintenant au British Museum, sous le numéro de catalogue BM EA 66062. Il serait également nommé dans le Canon royal de Turin à la position 12.8, où il est crédité d'un règne de douze ans. Il est également cité sur la liste de Karnak à la position 27.